# Ameera al-Taweel
Prințesa Ameera bint Aidan bin Nayef Al-Taweel Al-Otaibi (în arabă: الاميرة اميرة بنت عيدان بن نايف الطويل العصيمي العتيبي) (n. 6 noiembrie 1983), de cele mai multe ori numită pe scurt Prințesa Ameera Al-Taweel, este o prințesă și filantropă din Arabia Saudită. Prințesa Ameera și-a asumat rolul de vicepreședinte al Fundației Al-Waleed bin Talal Arhivat în 6 aprilie 2012, la Wayback Machine. și este membru al consiliului de administrație al companiei Silatech.

## Viața personală
Ameerah provine din clasa de mijloc, din tribul Al-‘Utaibi din regiunea Najd. Ea a obținut titlul de prințesă în urma căsătoriei cu prințul saudit Al-Waleed bin Talal. Spre deosebire de celelalte femei din familiile regale din Arabia Saudită, Ameerah este recunoscută ca fiind singura prințesă saudită care și-a însoțit și reprezentat soțul de multe ori în deplasările sale în străinătate. Acest lucru a condus la o creștere socială semnificativă în rândul poporului saudit, mai ales că a avut întrevederi cu importanți oameni de afaceri, dar și cu lideri de stat.
Deși nu îi place să vorbească despre viața ei privată, ea a declarat că provine dintr-o familie din clasa de mijloc și că mama ei a divorțat. Cu toate că se trage dintr-o familie obișnuită, Ameerah susține că educația este mult mai importantă decât orice titlu ar putea fi și declară că educația i-a oferit instrumentele necesare pentru a profita din plin de titlul ei, devenind astfel parte activă a fundației Al-Waleed bin Talal.
Ameera a studiat literatura la Universitatea Regele Saud din Arabia Saudită și administrarea afacerilor la Universitatea New Haven din Connecticut, deși a continuat să locuiască în tara ei natală în majoritatea timpului dedicat studiilor americane. Ea spune că acest lucru a fost posibil prin intermediul unei profesor de la școală pe care-l cunoștea și că a fost un proces de colaborare care implica multe video-conferințe și vizite de lucru.
Ameera s-a căsătorit în 2006 cu prințul Al-Waleed bin Talal, președintele companiei Kingdom Holding, fiind cea de-a treia soția a acestuia. În 2013, cei doi divorțează în liniște. Purtătorul de cuvant al prințesei a declarat că desparțirea lor a fost pe cale amiabilă, cei doi continuând să se sprijine reciproc și să rămână prieteni buni.
Chiar dacă prințesa saudită și-a susținut punctele de vedere în afara țării sale, acest lucru nu a însemnat că a fost lipsit de consecințe. În 2012, printul Khalid bin Talal bin Abdul Aziz, cumnatul Ameerei, si-a mustrat fratele pentru permisivitatea sa de îi permite soției sale o atât de mare liberate de exprimare în mass-media, adăugând tot o dată că vor exista repercusiuni servere dacă printul nu își oprește soția de la a purta dialoguri care contravin familiei, religiei și valorilor saudite: „ Onoarea familiei noastre este precum o linie roșie și, dacă nu respecți această onoare, atunci noi vom lua măsuri ... dacă nu te oprești din a mai face astfel de declarații, acțiunile noastre vor fi foarte severe și dure, asta întâmplându-se data viitoare fără vreo avertizare prealabilă.

## Cariera
Prințesa Ameera a absolvit cu o distincție înaltă - magna cum laude - Facultatea de Administrarea Afacerilor din cadrul Universitații New Haven. Femeie de afaceri și filantrop, Ameera a deținut până de curând funcția de vice-președinte și secretar general al Fundației Al-Waleed bin Talal Arhivat în 6 aprilie 2012, la Wayback Machine.. În prezent, ea este fondatorul  și președintele agentiei TimeAgency Arhivat în 13 ianuarie 2014, la Wayback Machine. ce are ca scop promovarea talentelor, este membru al Consiliului de Administrație al companiei Silatech, o organizație internațională ce activează în domeniul facilitării găsirii unui loc de  muncă în rândul tinerilor, punând  accent pe valorificarea competențelor tinerilor din lumea arabă prin crearea de locuri de muncă și oportunități economice mai mari, precum și prin găsirea unor abordări noi și inovatoare ce au ca scop diminuarea șomajului din regiune. Prințesa este un membru de onoare al Asociației Copiilor cu handicap și un membru de onoare al Societății Saudite pentru Voluntariat. De asemenea, este președintele și co-fondatorul Centrului de Voluntariat Tasamy pentru inițiative ale tineretului.
Ca vice-președinte al Consiliului de Administrație al Fundației Al-Waleed Bin Talal Arhivat în 6 aprilie 2012, la Wayback Machine., a avut în subordine mulți subalterni și a condus un număr foarte mare de proiecte importante, precum ar fi inaugurarea departamentului de artă islamică din cadrul Muzeului Louvre din Paris. Astăzi, își asumă conducerea campaniei ce vizează schimbarea rolului femeii atât în societatea saudită, cât și in cea arabă. 
În mai 2013, Alteța Sa Prințesa Ameera Al-Taweel din Arabia Saudită a participat la sesiunea plenară intitulată „Procesul de afaceri pentru diversitatea de gen” în cadrul Forumului Economic Mondial din Orientul Mijlociu și Africa de Nord.

## Activitatea umanitară
În calitate de vice președinte al consiliului de administrație și director al Comitetului Executiv al Fundației Al-Waleed bin Talal Arhivat în 6 aprilie 2012, la Wayback Machine. din Arabia Saudită, dar și a Fundației Internaționale Al-Waleed bin Talal, Alteța Sa, Prințesa Ameera a susținut o gamă largă de proiecte umanitare, atât în Arabia Saudită, cât si in restul lumii. Fundația este o organizație internațională, non-profit dedicată programelor și proiectelor care vizează reducerea sărăciei, într-ajutorarea în caz de catastrofă, a dialogului interconfesional, precum  și a emancipării femeii.
Prințesa Ameera, fosta soție a Prințului Al-Waleed bin Talal, desfașoară multe activități umanitare într-un efort de a întelege cât mai bine cele mai presante provocări cu care se confruntă lumea în zilele noastre. Prin vizitarea ONG-urilor și a altor organizații de ajutorare și dezvoltare, ea își dorește să îmbunățătească și să promoveze imaginea femeii saudite prin rolul ei de reprezentant al  Fundațiilor Al-Waleed Arhivat în 6 aprilie 2012, la Wayback Machine., punând astfel în aplicare diverse proiecte și efectuând vizite de lucru.
În afara Arabiei Saudite, prințesa a inaugurat Orfelinatul Al-Waleed Bin Talal, din Burkina Faso și a călătorit în Pakistan pentru a oferi ajutor și alinare victimelor inundațiilor din țară. Împreună cu printul Philip, Duce de Edinburgh, Prințesa Ameera a inaugurat Centrul de Studii Islamice de la Universitatea din Cambridge „Printul Al-Waleed Bin Talal”, unde i-a fost acordată de către prințul Philip cea de-a 800-a medalie aniversară pentru activitțăi filantropice deosbite. În 2011, ea a condus o misiune de ajutorare în Somalia, unde ea și soțul ei au supravegheat distribuția ajutoarelor oferite de fundație.

În septembrie 2012, prințesa Ameera a oferit un interviu pe larg pentru emisiunea NBC Today din rețeaua de televiziune CNN International din SUA, precum și în reviste precum Time și Foreign Policy în care își exprima sprijinul pentru acordarea dreptului de a conduce femeilor din țara sa, dar și susținerea emancipării femeii pentru a avea un rol mai proeminent în dezvoltarea societății arabe. De asemenea, în 2011 a participat la un colocviu la care a luat parte și fostul președinte american Bill Clinton cu titlul „Voci pentru schimbare în Orientul Mijlociu și Africa de Nord” în cadrul Fundației Clinton pentru Initiațiva Globala, unde a discutat despre opiniile sale cu privire la mișcările ce vizau schimbările din regiune. Ea își descrie abordarea ca fiind o „evoluție, nu revoluție" și  această perspectivă pozitivă și hotărâtă  definește punctul său de vedere asupra viitorului țării sale. Prințesa Ameera a fost intervievată recent de Charlie Rose pentru  a vorbi despre munca ei pentru drepturi egale între sexe și emanciparea femeilor în Arabia Saudită prin intermediul fundațiilor Al-Waleed.
În 2010, prințesa Ameera a primit în numele fundației Al-Waleed Bin Talal premiul special acordat pentru activitățile umanitare desfășurate în cadrul ceremoniei Arabian Business Achievement Awards. De asemenea, ea a fost numită ca cel mai bun președinte de compaie debutant din Orientul Mijlociu din rândul femeilor în anul 2012, iar în 2013 s-a clasat a 3 – a  în topul celor mai influente femei din spațiul arab. De asemenea, a primit titul de „Femeia Anului" în anul 2012 acordat de Institutul de Excelență din Orientul Mijlociu.